# Уайт, Перси Хайнс
Перси Хайнс Уайт (англ. Percy Hynes White род. 8 октября 2001, Сент-Джонс, Ньюфаундленд и Лабрадор, Канада) — канадский актёр, известный по ролям в таких фильмах, как «Рождественские страшилки» (2015) и «Удалённая местность» (2016), а также по ролям в сериалах «Между», «Одарённые» и «Уэнздей».

## Биография

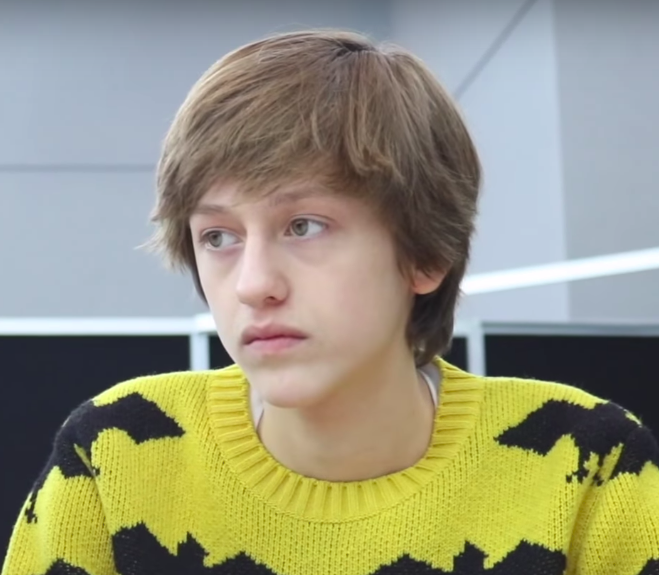
Уайт на New York Comic Con в 2017 году

Уайт родился 8 октября 2001 года в Сент-Джонсе, провинция Ньюфаундленд и Лабрадор, в семье Джоэля Томаса Хайнса, писателя, режиссёра, актёра, и Шерри Уайт, актрисы и писательницы. Учился в течение двух лет в театральной школе своего родного города Сент-Джонс.
В 2022 году Уайт появился в главной роли в первом сезоне сериала Netflix «Уэнздей». В январе 2023 года с нескольких анонимных аккаунтов в Твиттере актёр был обвинён в сексуальных домогательствах. Позже эти сообщения были удалены. На фоне этих обвинений некоторые фанаты сериала стали требовать исключить Уайта из шоу. Актёр сообщил, что против него идёт «кампания по дезинформации», что он, его семья и друзья получают множественные сообщения с угрозами. В мае 2024 года Netflix представили список актёров второго сезона «Уэнздей» и Уайта в нём не было. Компания не комментировала причины отсутствия актёра во втором сезоне.

## Фильмография
Фильмы
| Год  | Название                      | Роль                     |
| ---- | ----------------------------- | ------------------------ |
| 2008 | Down to the Dirt              | Кит                      |
| 2009 | Трещинка                      | Takeout Boy              |
| 2013 | Большая афера                 | юный Мюррей              |
| 2014 | Не отбрасывай тени            | Джуд                     |
| 2014 | Ночь в музее: Секрет гробницы | молодой К. Дж. Фредерикс |
| 2015 | Рождественские страшилки      | Дункан                   |
| 2016 | Трансформация                 | Эван                     |
| 2016 | Удалённая местность           | Калеб Бэйкер             |
| 2018 | Сверхъестественное            | Оскар                    |
| 2018 | Наш дом                       | Мэтт                     |
| 2018 | Эпоха лета                    | Миннесота                |
| 2024 | Моя старая задница            | Чед                      |
| 2024 | Зима, весна, лето или осень   | Барнс                    |

Телевидение
| Год       | Название                     | Роль            | Примечание                         |
| --------- | ---------------------------- | --------------- | ---------------------------------- |
| 2013      | The Slattery Street Crockers | Джои Крокер     | главная роль                       |
| 2014      | Копы-новобранцы              | Даниэль Холло   | эпизод «Everlasting»               |
| 2014—2015 | Расследование Мёрдока        | Саймон Брукс    | 8 эпизодов                         |
| 2015      | Odd Squad                    | Оди             | 3 эпизода                          |
| 2015      | Вызов                        | Монгуно Ксаруко | 2 эпизода                          |
| 2015      | В надежде на спасение        | Эйдан           | эпизод «Shine a Light»             |
| 2015—2016 | Между                        | Харрисон        | 7 эпизодов                         |
| 2016      | 11.22.63                     | Рэнди           | эпизод «The Kill Floor»            |
| 2016—2019 | Одарённые                    | Энди Стракер    | главная роль                       |
| 2019      | Сумеречная зона              | Коул            | эпизод «Not All Men»               |
| 2020      | Трансплантация               | Макс            | эпизод «Your Secrets Can Kill You» |
| 2021      | Медперсонал                  | Джесси          | эпизод «Chaos Magnet»              |
| 2021—2023 | Довольно сложные дела        | Эллиот Вазовски |                                    |
| 2022      | Уэнздей                      | Ксавье Торп     | главная роль (1-й сезон)           |

## Награды и номинации
| Год  | Награда                     | Категория                                           | Номинация за | Результат |
| ---- | --------------------------- | --------------------------------------------------- | ------------ | --------- |
| 2018 | 39-я премия «Молодой актёр» | Лучшая роль в телесериале — Ведущий актёр-подросток | Одарённые    | Номинация |